# 2018-as női sakkvilágbajnokság (páros mérkőzés)
A 2018-as női sakkvilágbajnokságot 2018. május 2–18. között rendezték Kína két városában, Sanghajban és Csungkingban. A világbajnoki döntő tízjátszmás páros mérkőzéses formában zajlott a 2017. márciusban kieséses rendszerben lebonyolított 2017-es női sakkvilágbajnokság győztese, Tan Csung-ji, valamint a 2015–2016-os Grand Prix sorozat győztese, Csü Ven-csün között. A sakkvilágbajnokságok történetében először játszott két kínai versenyző a döntőben.
A mérkőzést Csü Ven-csün 5½–4½ arányban nyerte, ezzel elhódította a világbajnoki címet, és ő lett a női sakkozás 17. világbajnoka. Ő a hatodik kínai sakkozónő, aki világbajnoki címet szerzett.

## A mérkőző felek

### A 2017. márciusban rendezett világbajnokság
A 2017-es női sakkvilágbajnokságra 2017. február 10. – március 3. között Teheránban került sor. A tornán a regnáló világbajnoknak is indulnia kellett volna, hogy ne veszítse el  a címét. A világbajnok Hou Ji-fan azonban nem értett egyet a női világbajnokság lebonyolítási rendszerével, ezért nem vett részt a versenyen, így új világbajnok avatására került sor. A világbajnoki címet a kínai Tan Csung-ji szerezte meg, miután a döntőben rájátszás után 3½–2½ arányban győzött az ukrán Anna Muzicsuk ellen.

### A 2015–2016-os Grand Prix versenysorozat
A 2015–2016-os Grand Prix sorozat öt versenyből állt, amelyek közül minden játékosnak három versenyen kellett részt vennie. Az első versenyt Hou Ji-fan nyerte, majd ezt követően visszalépett a versenysorozattól. A második és az ötödik versenyen Csü Ven-csün szerezte meg a győzelmet, ezen kívül egy harmadik helyezést szerzett, és ezzel összesítésben megnyerte a versenysorozatot.

## Egymás elleni eredmények
2017. március 9-ig a két versenyző klasszikus időbeosztású játszmában összesen 16 alkalommal találkozott, amelyek mérlege 3–2 Tan Csung-ji javára, 11 döntetlen mellett.

## A mérkőzés menete
A sorsolásra május 2-án, az 1. fordulóra május 3-án került sor. Az első öt játszmát Sanghajban, a második ötöt Csungkingban játszották. Két fordulónként pihenőnapot iktattak be, illetve az 5. játszma után két pihenőnapjuk volt a versenyzőknek. Ha a 10. játszma után az eredmény 5–5 lett volna, akkor a rájátszásra május 19-én került volna sor.

## A díjalap
A döntő 200 ezer eurós díjalapjából a győztes 60 százalékot kapott, amennyiben a cím sorsa rájátszásban dőlt volna el, akkor 55:45 lett volna az arány. A játszmákban az első 40 lépésre 90-90 perc volt a gondolkodási idő, majd a parti befejezéséig 30-30 perc, az első lépéstől kezdve még 30-30 másodperc bónusszal.

## A világbajnoki döntő eredményei
| Dátum     | Játszma | Csü Ven-csün 2571 | Tan Csung-ji 2522 | Mérkőzés állása | Játszma |
| --------- | ------- | ----------------- | ----------------- | --------------- | ------- |
| május 3.  | 1.      | ½                 | ½                 | ½–½             | D20     |
| május 4.  | 2.      | 1                 | 0                 | 1½–½            | A21     |
| május 6.  | 3.      | 1                 | 0                 | 2½–½            | E04     |
| május 7.  | 4.      | 0                 | 1                 | 2½–1½           | A45     |
| május 9.  | 5.      | 1                 | 0                 | 3½–1½           | C24     |
| május 12. | 6.      | 0                 | 1                 | 3½–2½           | E01     |
| május 13. | 7.      | ½                 | ½                 | 4–3             | E51     |
| május 15. | 8.      | ½                 | ½                 | 4½–3½           | D30     |
| május 16. | 9.      | ½                 | ½                 | 5–4             | E37     |
| május 18. | 10.     | ½                 | ½                 | 5½–4½           | A00     |